# Roman Teisseyre

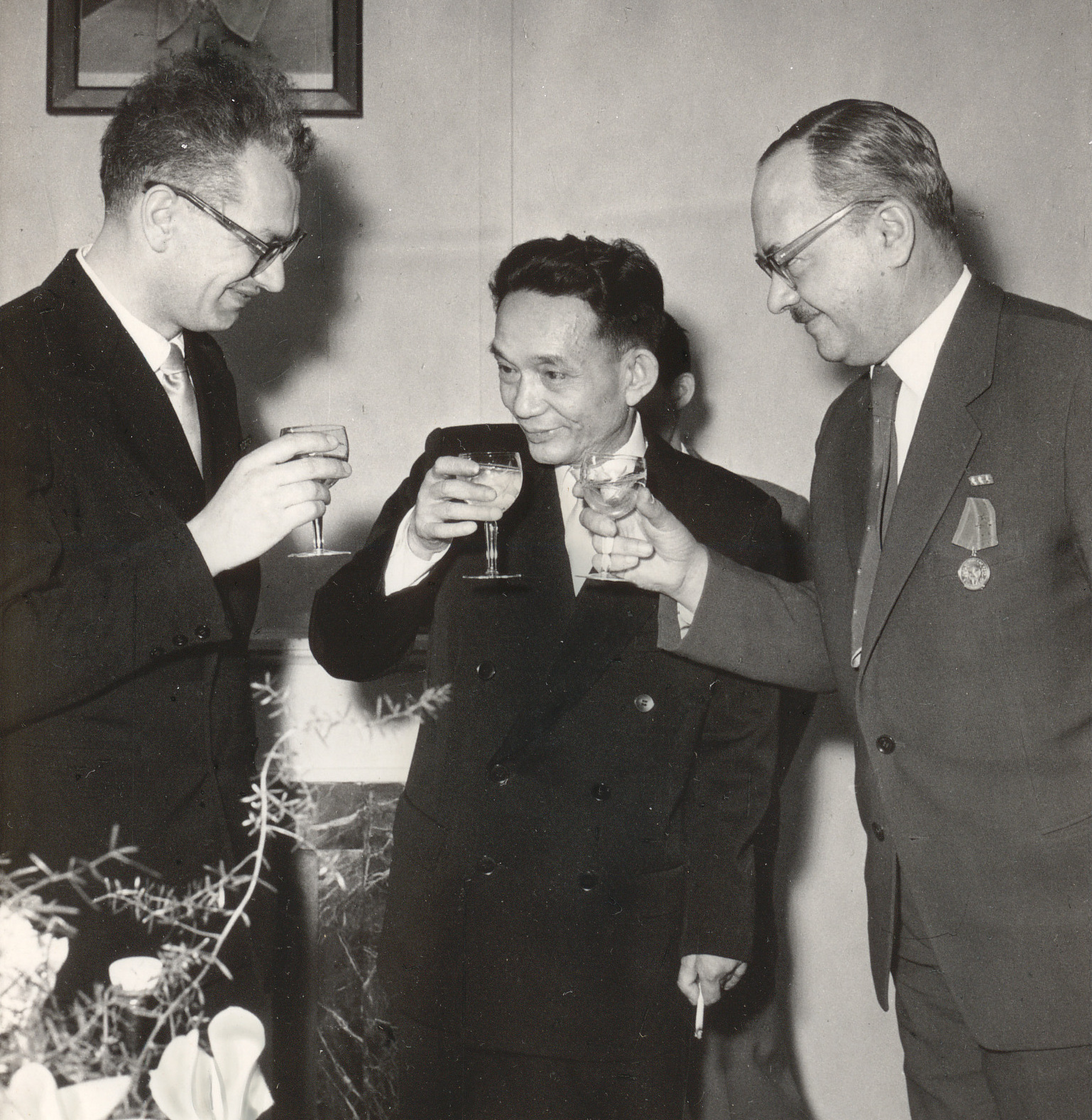
Wręczenie wietnamskiego Orderu Sztandaru Pracy I klasy. Ambasada Wietnamu w Warszawie. W środku ambasador Ngo-Duc-De, z prawej profesor Stefan Zbigniew Różycki, z lewej profesor Roman Teisseyre

Roman Teisseyre (ur. 11 kwietnia 1929 we Lwowie, zm. 21 listopada 2022) – polski geofizyk, profesor Uniwersytetu Warszawskiego i Instytutu Geofizyki PAN.

## Życiorys
Syn Kazimierza Teisseyre, dyrektora ZUS-u w Warszawie od 1935. Roman Teisseyre od 1935 mieszkał w Warszawie. W wieku 15 lat brał udział w powstaniu warszawskim na Żoliborzu. Po 1945 osiedlił się w Krakowie, a następnie we Wrocławiu. W tym ostatnim mieście zdał maturę i studiował na Wydziale Matematyczno-Fizyczno-Chemicznym Uniwersytetu Wrocławskiego, przy czym studia ukończył na Uniwersytecie Warszawskim. Doktorat obronił w 1959, a habilitację w 1961. W 1967 został profesorem nadzwyczajnym, a w 1974 profesorem zwyczajnym. Członek korespondent PAN od 1969, członek rzeczywisty od 1980.
Po magisterium pracował w Katedrze Geofizyki i w Instytucie Fizyki Teoretycznej Uniwersytetu Warszawskiego, jednak większość jego kariery związana była z pracą od 1953 w Instytucie Geofizyki PAN, którego był m.in. dyrektorem w okresie 1970–1972.
Głównym tematem badawczym R. Teisseyre była fizyka wnętrza Ziemi. Opublikował blisko 300 prac naukowych, w tym międzynarodowe podręczniki i monografie.
Otrzymał: Krzyż Oficerski (1961) i Krzyż Komandorski Orderu Odrodzenia Polski (1969) oraz Warszawski Krzyż Powstańczy. Doktor honoris causa AGH z 2004 roku.

## Wybrane publikacje
- Wnętrze Ziemi kształtuje jej powierzchnię, 1981, Wiedza Powszechna – współautor;
- Fizyka i Ewolucja Wnętrza Ziemi (dwa tomy), 1983, PWN – redaktor i autor;
- Physics and Evolution of the Earth’s Interior (międzynarodowa seria monograficzna; 6 tomów), 1984–1992, Elsevier–PWN – redaktor całości, redaktor niektórych tomów i współautor;
- Theory of Earthquake Premonitory and Fracture Processes, 1995, PWN – redaktor i współautor
- Earthquake Thermodynamics and Phase Transformations in the Earth’s Interior, 2001, Academic Press – współredaktor i współautor;
- Współautor rozdziału Physics of Earthquakes w: International Handbook of Earthquake and Ingineering Seismology, 2002, Academic Press.